# Santa Cruz (Madeira)
Santa Cruz é uma cidade portuguesa na ilha da Madeira, Região Autónoma da Madeira, sede tanto do Município de Santa Cruz como da Freguesia de Santa Cruz.
Com 81,50 km² de área e 43 005 habitantes, o município encontra-se subdividido em 5 freguesias. O município é limitado a norte e a oeste pelo município de Machico, a oeste pelo Funchal e a sueste tem litoral no oceano Atlântico. As ilhas Desertas, localizadas alguns quilómetros a sudeste da ilha da Madeira, fazem parte deste município.
Neste município localiza-se o Aeroporto da Madeira.

## Toponímia
| “ | (…) passando huma volta que faz a terra, entraram em huma fermosa angra na praya, na qual viram hum fermoso e deleitoso valle coberto de arvoredo por sua ordem composto, onde acharam em terra huns cepos velhos derribados do tempo, dos quaes mandou o capitam fazer huma cruz, que logo fez alvorar em hum alto de huma árvore, dando nome ao logar Sancta Cruz, onde ao depois se fundou huma nobre villa. | ” |
|   | — Gaspar Frutuoso, Saudades da Terra (respeitando-se a grafia original do autor). |   |

A origem toponímica do concelho (atual município) deve-se aos descobridores, que quando chegaram a estas terras, viram uns cepos velhos derrubados pelo tempo, dos quais o capitão mandou fazer uma cruz e pendurá-la no alto de uma árvore, dando ao lugar o nome de Santa Cruz. Para comemorar a construção da cruz, por ocasião do descobrimento, fez-se levantar no local um cruzeiro, em mármore, que foi posteriormente destruído, em 1889.

## História
A povoação de Santa Cruz é uma das mais antigas de toda a ilha, datada dos inícios do século XV.
O concelho foi criado em 26 de junho de 1515, sendo a povoação elevada à categoria de cidade a 2 de agosto de 1996.

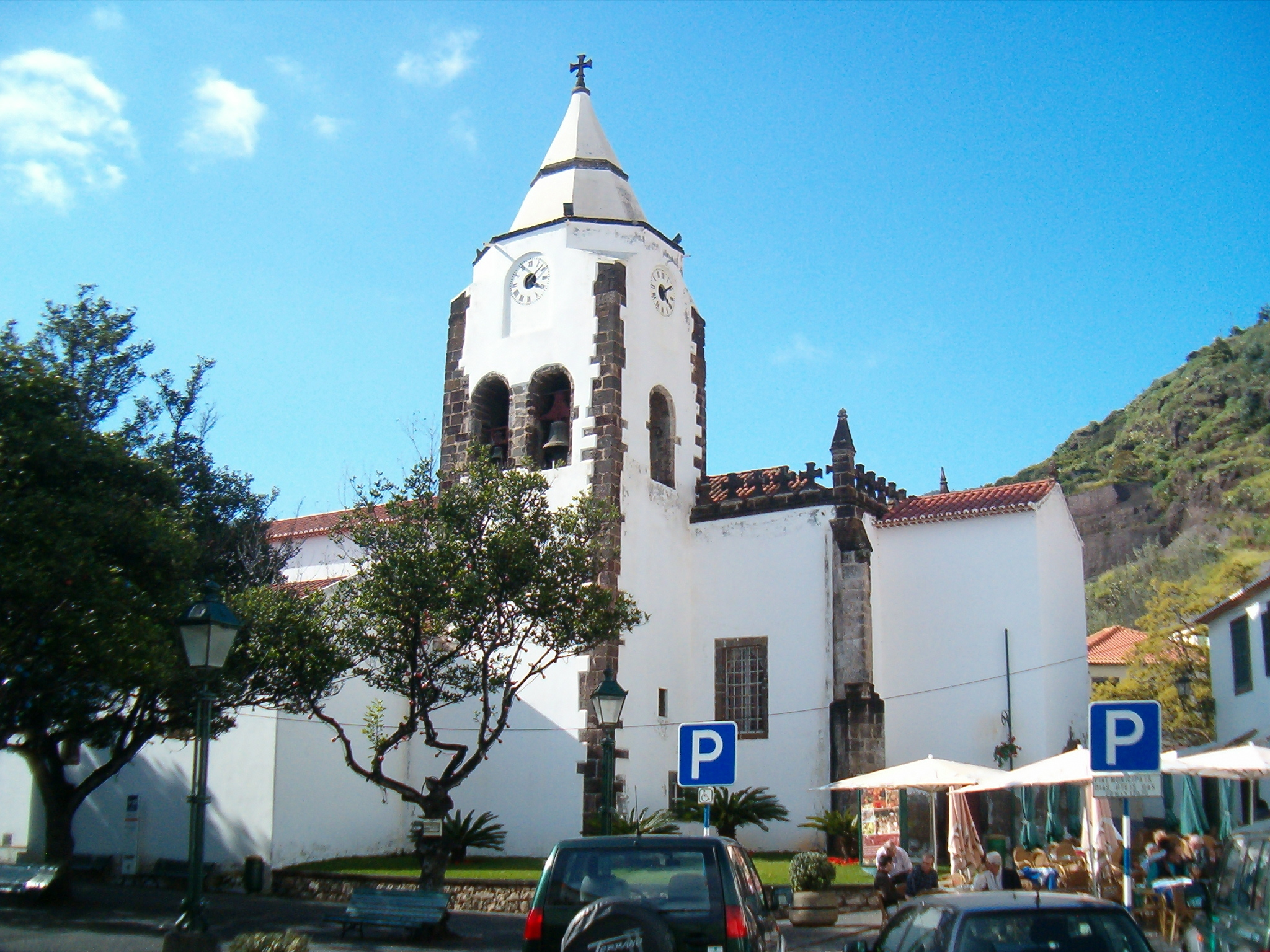
Igreja matriz de Santa Cruz.

A nível do património arquitetónico, destacam-se a Igreja Matriz de Santa Cruz, mandada construir por D. Manuel I, que começou por ser um pequena capela, edificada em 1533, e que possui um portal gótico; a Capela Madre de Deus no Caniço, fundada em 1536; a Capela da Consolação, do século XVI, reformulada nos séculos XVIII e XX e que apresenta trabalhos em madeira talhada e embutida, alfaias religiosas em prata e várias imagens; a Capela de Santa Isabel, do início do século XVIII, que possui um belo altar-mor em talha dourada; a Igreja da Misericórdia, datada do século XVI; a Capela de Nossa Senhora da Conceição, do início do século XVII; a Capela de Nossa Senhora dos Remédios e a Capela de Nossa Senhora da Piedade, do fim do século XVII, e a Igreja Paroquial de Gaula, de meados do século XVIII, que conserva um recheio de alfaias litúrgicas, de que faz parte uma cruz processional do século XV, em prata.

## Economia

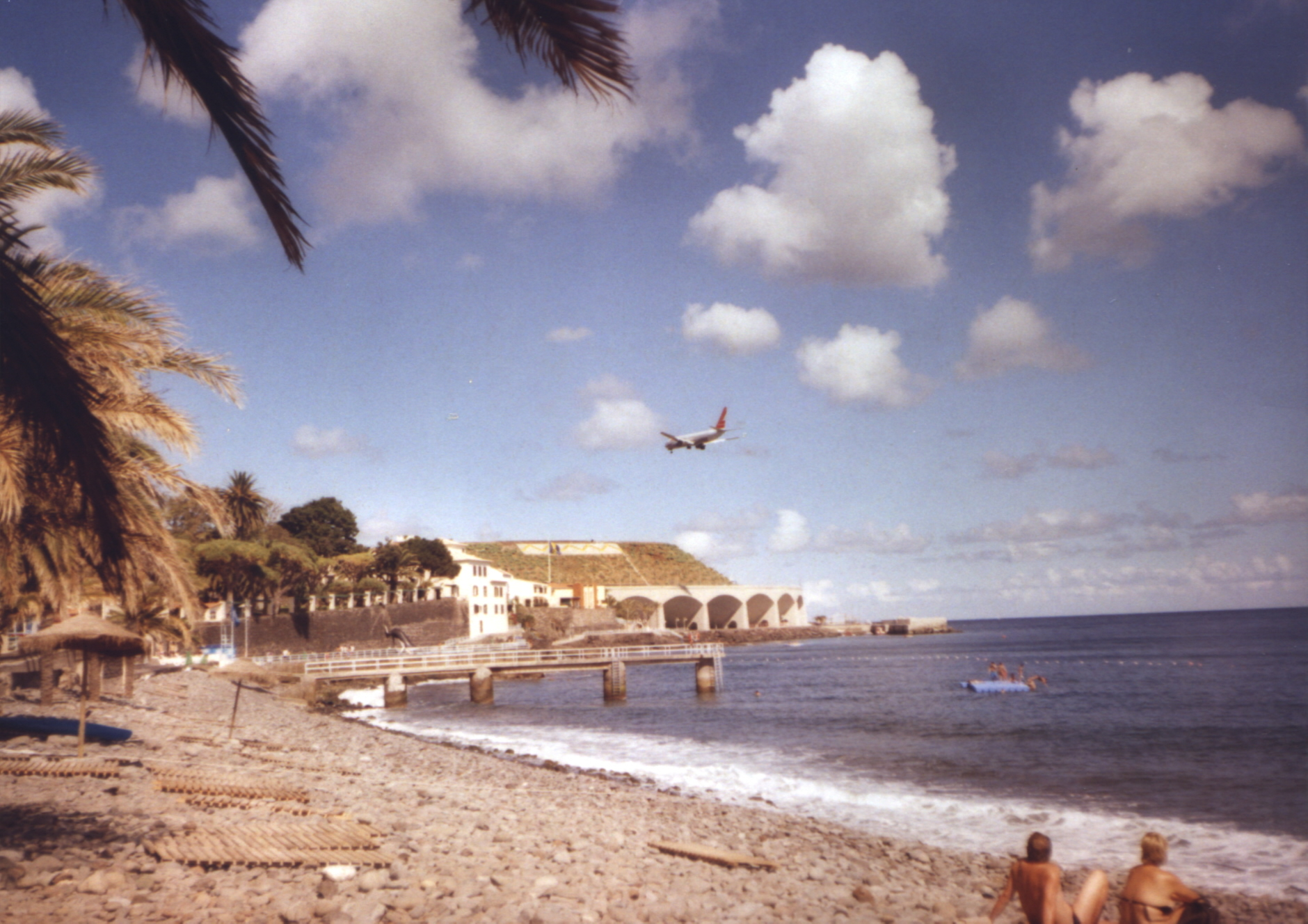
Zona balnear de Santa Cruz e aeroporto.

Neste concelho predominam, principalmente, as atividades ligadas ao setor terciário, nas áreas do comércio, dos serviços de hotelaria e do turismo, com o Hotel Vila Galé a ser o principal polo de atração na pitoresca vila de Santa Cruz. No setor secundário, destacam-se as indústrias da panificação, da conserva de peixe e de carpintaria.
Na agricultura (sector primário) predomina o cultivo da batata, de culturas hortícolas extensivas, de culturas hortícolas intensivas, de frutos frescos e subtropicais, de flores e da vinha. A pecuária tem também um peso importante na economia concelhia, nomeadamente a que está ligada à criação de aves (havendo vários aviários), de coelhos e de suínos. Cerca de 30% (119 ha) do seu território são cobertos de floresta e cerca de 359 hectares correspondem a terrenos dedicados à agricultura.

## Património arquitectónico
- Paços do Concelho, junto à Praça João de Freitas
- Alfândega de Santa Cruz
- Antigos Paços de Concelho, actual Tribunal da Comarca de Santa Cruz
- Praça de Peixe
- Matadouro Municipal
- Lavadouros Públicos
- Igreja Matriz de Santa Cruz / Igreja do Salvador
- Capela de São Pedro
- Capela de Santo Amaro
- Edifício da Santa Casa Misericórdia e Capela de Santa Isabel
- Capela de Nossa Senhora da Conceição
- Capela Nossa Senhora da Piedade (Cemitério)
- Capela dos Remédios e Solar do Moreno
- Convento Franciscano de Nossa Senhora da Piedade
- Capela de Santa Cruz
- Capela do Bom Jesus
- Capela de São José
- Capela da Graça
- Capela de São Sebastião
- Capela Nossa Senhora da Conceição (Solar da Calçada)
- Forte de São Francisco de Santa Cruz
- Forte de Nossa Sr.ª da Graça
- Solar do Bom Jesus ou de Gil Eanes
- Quinta do Revoredo
- Quinta Grant (Escuna)
- Engenho de Santa Cruz
- Fábrica de lacticínios Burnay

### Forte de São Fernando
O Forte de São Fernando foi construído no século XVII. Situa-se acima da praia de Santa Cruz e tinha como objectivo observar e defender a costa.
A denominação de São Fernando indica uma antiga capela existente na área, que já não existe.

### Mercado Municipal, na Rua da Praia
O Mercado Municipal foi mandado construir pelo Presidente do Município João Militão Rodrigues, ao qual foi inaugurada em 20 de Julho de 1962. É o único imóvel construído com uma linguagem moderna. O Mercado Municipal esta dividido em duas partes a de vendas de produtos hortícolas e praça de peixe.
No exterior do edifício encontra-se dois interessantes painéis cerâmicos feitos pelo artista António Aragão, alusivos actividade piscatória e a faina agrícola, retratados de 1962.
No interior existe pinturas da autoria da pintora Teresa Brasão.

## População
| Número de habitantes *                   | Número de habitantes * | Número de habitantes * | Número de habitantes * | Número de habitantes * | Número de habitantes * | Número de habitantes * | Número de habitantes * | Número de habitantes * | Número de habitantes * | Número de habitantes * | Número de habitantes * | Número de habitantes * | Número de habitantes * | Número de habitantes * | Número de habitantes * |
| ---------------------------------------- | ---------------------- | ---------------------- | ---------------------- | ---------------------- | ---------------------- | ---------------------- | ---------------------- | ---------------------- | ---------------------- | ---------------------- | ---------------------- | ---------------------- | ---------------------- | ---------------------- | ---------------------- |
| 1864                                     | 1878                   | 1890                   | 1900                   | 1911                   | 1920                   | 1930                   | 1940                   | 1950                   | 1960                   | 1970                   | 1981                   | 1991                   | 2001                   | 2011                   | 2021                   |
| 8 867                                    | 11 180                 | 15 033                 | 16 358                 | 20 027                 | 21 076                 | 24 852                 | 26 129                 | 28 070                 | 29 042                 | 22 940                 | 23 261                 | 23 465                 | 29 721                 | 43 005                 | 42 168                 |
| Número de habitantes por Grupo Etário ** |                        |                        |                        |                        |                        |                        |                        |                        |                        |                        |                        |                        |                        |                        |                        |
|                                          |                        |                        | 1900                   | 1911                   | 1920                   | 1930                   | 1940                   | 1950                   | 1960                   | 1970                   | 1981                   | 1991                   | 2001                   | 2011                   | 2021                   |
| 0-14 Anos                                | 0-14 Anos              | 0-14 Anos              | 6 873                  | 8 353                  | 8 181                  | 8 634                  | 10 417                 | 9 480                  | 9 503                  | 8 070                  | S/ dados               | 5 679                  | 5 928                  | 8 041                  | 6 314                  |
| 15-24 Anos                               | 15-24 Anos             | 15-24 Anos             | 2 768                  | 3 851                  | 4 211                  | 5 415                  | 4 574                  | 5 591                  | 5 343                  | 3 645                  | S/ dados               | 4 198                  | 4 487                  | 4 883                  | 4 710                  |
| 25-64 Anos                               | 25-64 Anos             | 25-64 Anos             | 6 002                  | 6 821                  | 7 635                  | 9 325                  | 9 425                  | 10 590                 | 12 217                 | 9 215                  | S/ dados               | 10 748                 | 15 947                 | 25 751                 | 24 955                 |
| = ou > 65 Anos                           | = ou > 65 Anos         | = ou > 65 Anos         | 647                    | 970                    | 983                    | 1 311                  | 1 615                  | 1 804                  | 1 979                  | 2 010                  | S/ dados               | 2 840                  | 3 359                  | 4 330                  | 6189                   |

- Número de habitantes "residentes", ou seja, que tinham a residência oficial neste concelho à data em que os censos  se realizaram.	
  - De 1900 a 1950 os dados referem-se à população "de facto", ou seja, que estava presente no concelho à data em que os censos se realizaram. Daí que se registem algumas diferenças relativamente à designada população residente

### Distribuição da população

Freguesias do município de Santa Cruz

Segundo os censos de 2011, a população do concelho totaliza 43 005, distribuídas pelas cinco freguesias da seguinte maneira:
1. Camacha: 7 449 hab.
2. Caniço: 23 368 hab.
3. Gaula: 4 028 hab.
4. Santa Cruz: 7 224 hab.
5. Santo António da Serra: 936 hab.[1]

## Património Natural

### Áreas Protegidas
No Município de Santa Cruz localizam-se 5 zonas delimitadas como áreas protegidas sendo elas:
1. Parque Natural da Madeira (não é exclusiva do município);
2. Sítio de Importância Comunitária do Vale do Caniço de Baixo;
3. Sítio de Importância Comunitária do Vale do Porto Novo;
4. Reserva Natural Parcial do Garajau (não é exclusiva do município);
5. Reserva Natural das Ilhas Desertas.[8]

### Geodiversidade
O município de Santa Cruz contempla igualmente o património geológico sendo que no seu território apresenta-se com um Geossítio – SC01 – Ponta do Garajau.
Ao conjunto de geossítios considerados numa determinada área denomina-se “património geológico” desse mesmo território.[1]
O conceito de geossítio aplica-se aos elementos do património geológico que constituem uma ocorrência de reconhecido valor científico, face à restante envolvente, podendo contudo apresentar mais do que um tipo de importância, nomeadamente didática, cultural ou estética.[2]
O termo geossítio é o mais atual e comum, tendo substituído as designações de “geomonumento”, “local ou sítio de interesse geológico” ou “geótopo”.

## Património Cultural
O património cultural do concelho de Santa Cruz (Madeira) possui uma oferta muito diversificada de artesanato típico santacruzense.
As peças de retalho são um dos destaques, elaboradas em teares rudimentares, onde se reutilizam tecidos antigos, recortando-os em tiras e embrulhando-os em novelos para depois tecê-los.
Os barretes de orelhas são outra das peças a destacar, são criados com 100% lã de ovelha por esta ser quente e macia, ajudando os  pastores a se protegerem do frio quando iam passear o gado.
No que toca às tradições e costumes, o Grupo Folclore de Santa Cruz, integrado na Casa do povo de Santa Cruz, sendo actualmente composto por 32 membros, foi fundado pelo Padre Alfredo Aires de Freitas, em 1982, com o principal objetivo de transmitir os usos, costumes e cantares antigos dos antepassados, permitindo assim que as gerações futuras possam conhecer a cultura deste povo. A sua indumentária demonstra o modo como antigamente se vestiam para a lavoura, o cultivo de cereais e para a ida à missa. Quanto aos instrumentos musicais mais utilizados nas suas actuações, temos o brinquinho, as castanholas, a braguinha, o rajão, a viola de arame, a harmónica e o reco-reco. A viola de arame, o rajão e a braguinha são instrumentos musicais típicos da cultura santacruzense.

## Política

### Eleições autárquicas
| Data | %       | V       | %      | V      | %       | V       | %            | V            | %      | V      | %              | V         | %              | V   | %              | V         | %    | V   | %    | V   | %     | V   | %              | V   | %    | V   | %       | V       | %         | V         | %              | V  | %   | V   | % | V | Participação |                |
| Data | PPD/PSD | PPD/PSD | PS     | PS     | CDS-PP  | CDS-PP  | FEPU/APU/CDU | FEPU/APU/CDU | UDP/BE | UDP/BE | PCTP/MRPP      | PCTP/MRPP | PSN            | PSN | PS-CDS         | PS-CDS    | JPP  | JPP | MPT  | MPT | PAN   | PAN | PTP            | PTP | ADN  | ADN | PSD-CDS | PSD-CDS | CH        | CH        | IL             | IL | RIR | RIR | A | A | Participação |                |
| ---- | ------- | ------- | ------ | ------ | ------- | ------- | ------------ | ------------ | ------ | ------ | -------------- | --------- | -------------- | --- | -------------- | --------- | ---- | --- | ---- | --- | ----- | --- | -------------- | --- | ---- | --- | ------- | ------- | --------- | --------- | -------------- | -- | --- | --- | - | - | ------------ | -------------- |
| Data | 1976    | 64,11   | 5      | 17,08  | 1       | 12,76   | 1            | 1,65         | -      |        |                |           |                |     |                |           |      |     |      |     |       |     |                |     |      |     |         |         |           |           |                |    |     |     |   |   |              | 54,24 / 100,00 |
| 1979 | 73,81   | 6       | 10,69  | 1      | 6,58    | -       | 2,48         | -            | 2,78   | -      | 1,19           | -         | 77,69 / 100,00 |     |                |           |      |     |      |     |       |     |                |     |      |     |         |         |           |           |                |    |     |     |   |   |              |                |
| 1982 | 63,56   | 6       | 16,97  | 1      | 6,53    | -       | 5,61         | -            | 2,92   | -      |                |           | 73,40 / 100,00 |     |                |           |      |     |      |     |       |     |                |     |      |     |         |         |           |           |                |    |     |     |   |   |              |                |
| 1985 | 70,56   | 6       | 13,70  | 1      | 3,76    | -       | 7,28         | -            | 1,72   | -      | 67,95 / 100,00 |           |                |     |                |           |      |     |      |     |       |     |                |     |      |     |         |         |           |           |                |    |     |     |   |   |              |                |
| 1989 | 63,32   | 5       | 24,29  | 2      | 5,69    | -       | 1,11         | -            | 2,21   | -      | 63,91 / 100,00 |           |                |     |                |           |      |     |      |     |       |     |                |     |      |     |         |         |           |           |                |    |     |     |   |   |              |                |
| 1993 | 52,15   | 4       | 36,33  | 3      | 4,27    | -       | 1,51         | -            | 1,77   | -      | 1,05           | -         | 67,64 / 100,00 |     |                |           |      |     |      |     |       |     |                |     |      |     |         |         |           |           |                |    |     |     |   |   |              |                |
| 1997 | 47,43   | 4       | 43,10  | 3      | 3,65    | -       | 1,62         | -            | 1,51   | -      |                |           | 67,26 / 100,00 |     |                |           |      |     |      |     |       |     |                |     |      |     |         |         |           |           |                |    |     |     |   |   |              |                |
| 2001 | 59,04   | 5       | PS-CDS | PS-CDS | PS-CDS  | PS-CDS  | 2,81         | -            | 3,03   | -      | 32,42          | 2         | 65,12 / 100,00 |     |                |           |      |     |      |     |       |     |                |     |      |     |         |         |           |           |                |    |     |     |   |   |              |                |
| 2005 | 46,79   | 4       | 40,36  | 3      | 3,37    | -       | 3,25         | -            | 2,91   | -      |                |           | 64,84 / 100,00 |     |                |           |      |     |      |     |       |     |                |     |      |     |         |         |           |           |                |    |     |     |   |   |              |                |
| 2009 | 41,88   | 3       | 13,04  | 1      |         |         | 5,04         | -            |        |        | 32,03          | 2         | 4,72           | -   | 58,94 / 100,00 |           |      |     |      |     |       |     |                |     |      |     |         |         |           |           |                |    |     |     |   |   |              |                |
| 2013 | 23,10   | 2       |        |        | 4,63    | -       | 64,42        | 5            |        |        | 3,74           | -         | 57,49 / 100,00 |     |                |           |      |     |      |     |       |     |                |     |      |     |         |         |           |           |                |    |     |     |   |   |              |                |
| 2017 | 17,05   | 1       | 6,86   | -      | 4,89    | -       | 1,47         | -            | 1,41   | -      | 0,35           | -         | 60,01          | 6   | 1,14           | -         |      |     | 2,49 | -   | 0,79  | -   | 56,63 / 100,00 |     |      |     |         |         |           |           |                |    |     |     |   |   |              |                |
| 2021 | PSD-CDS | PSD-CDS | 7,58   | -      | PSD-CDS | PSD-CDS | 1,65         | -            |        |        |                |           | 54,08          | 5   | PDR-MPT-A      | PDR-MPT-A | 1,67 | -   | 0,65 | -   | 27,96 | 2   | 2,27           | -   | 1,04 | -   | 0,43    | -       | PDR-MPT-A | PDR-MPT-A | 55,07 / 100,00 |    |     |     |   |   |              |                |

### Eleições legislativas regionais
| Data | %       | D       | %     | D     | %      | D      | %    | D    | %       | D       | %         | D         | %       | D       | %    | D   | %              | D   | %              | D    | %              | D   | %    | D   | %     | D   | %    | D   | %    | D   | %    | D   | %    | D   | %              | D | %    | D   | %    | D    | %    | D   | %    | D | %    | D  | %              | D  | %   | D   | Participação |                |
| Data | PPD/PSD | PPD/PSD | PS    | PS    | CDS-PP | CDS-PP | UDP  | UDP  | PCP     | PCP     | PCTP/MRPP | PCTP/MRPP | APU/CDU | APU/CDU | PDA  | PDA | PSN            | PSN | B.E.           | B.E. | MPT            | MPT | PND  | PND | PTP   | PTP | PAN  | PAN | JPP  | JPP | MUD  | MUD | MAS  | MAS | E              | E | PPM  | PPM | PURP | PURP | RIR  | RIR | A    | A | IL   | IL | CH             | CH | ADN | ADN | Participação |                |
| ---- | ------- | ------- | ----- | ----- | ------ | ------ | ---- | ---- | ------- | ------- | --------- | --------- | ------- | ------- | ---- | --- | -------------- | --- | -------------- | ---- | -------------- | --- | ---- | --- | ----- | --- | ---- | --- | ---- | --- | ---- | --- | ---- | --- | -------------- | - | ---- | --- | ---- | ---- | ---- | --- | ---- | - | ---- | -- | -------------- | -- | --- | --- | ------------ | -------------- |
| Data | 1976    | 66,90   | 3     | 20,71 | 1      | 7,67   | -    | 1,59 | -       | 1,33    | -         | 0,62      | -       | PCP     | PCP  |     |                |     |                |      |                |     |      |     |       |     |      |     |      |     |      |     |      |     |                |   |      |     |      |      |      |     |      |   |      |    |                |    |     |     |              | 75,41 / 100,00 |
| 1980 | 72,02   | 4       | 12,96 | -     | 3,89   | -      | 3,53 | -    | APU/CDU | APU/CDU | 0,44      | -         | 2,46    | -       | 2,08 | -   | 83,26 / 100,00 |     |                |      |                |     |      |     |       |     |      |     |      |     |      |     |      |     |                |   |      |     |      |      |      |     |      |   |      |    |                |    |     |     |              |                |
| 1984 | 71,27   | 4       | 16,76 | 1     | 3,27   | -      | 1,90 | -    | APU/CDU | APU/CDU | 0,60      | -         | 4,09    | -       |      |     | 75,87 / 100,00 |     |                |      |                |     |      |     |       |     |      |     |      |     |      |     |      |     |                |   |      |     |      |      |      |     |      |   |      |    |                |    |     |     |              |                |
| 1988 | 64,89   | 4       | 22,22 | 1     | 6,25   | -      | 2,63 | -    | APU/CDU | APU/CDU | 0,78      | -         | 1,46    | -       | 0,00 | -   | 73,24 / 100,00 |     |                |      |                |     |      |     |       |     |      |     |      |     |      |     |      |     |                |   |      |     |      |      |      |     |      |   |      |    |                |    |     |     |              |                |
| 1992 | 58,12   | 4       | 26,86 | 1     | 4,98   |        | 3,41 | -    | APU/CDU | APU/CDU |           |           | 1,89    | -       | 0,00 | -   | 2,47           | -   | 69,87 / 100,00 |      |                |     |      |     |       |     |      |     |      |     |      |     |      |     |                |   |      |     |      |      |      |     |      |   |      |    |                |    |     |     |              |                |
| 1996 | 56,14   | 4       | 28,38 | 2     | 6,88   | -      | 3,66 | -    | APU/CDU | APU/CDU | 2,00      | -         | 0,00    | -       | 1,01 | -   | 69,46 / 100,00 |     |                |      |                |     |      |     |       |     |      |     |      |     |      |     |      |     |                |   |      |     |      |      |      |     |      |   |      |    |                |    |     |     |              |                |
| 2000 | 52,47   | 4       | 26,37 | 2     | 9,79   | -      | 4,13 | -    | APU/CDU | APU/CDU | 3,43      | -         |         |         | 1,32 | -   | 66,12 / 100,00 |     |                |      |                |     |      |     |       |     |      |     |      |     |      |     |      |     |                |   |      |     |      |      |      |     |      |   |      |    |                |    |     |     |              |                |
| 2004 | 49,53   | 5       | 31,21 | 3     | 7,07   | -      |      |      | APU/CDU | APU/CDU | 5,45      | -         |         |         | 3,61 | -   | 65,44 / 100,00 |     |                |      |                |     |      |     |       |     |      |     |      |     |      |     |      |     |                |   |      |     |      |      |      |     |      |   |      |    |                |    |     |     |              |                |
| 2007 | 61,81   |         | 17,09 |       | 5,24   |        | 5,29 |      | APU/CDU | APU/CDU | 3,18      |           | 2,27    |         | 2,46 |     | 64,17 / 100,00 |     |                |      |                |     |      |     |       |     |      |     |      |     |      |     |      |     |                |   |      |     |      |      |      |     |      |   |      |    |                |    |     |     |              |                |
| 2011 | 44,09   |         | 9,80  |       | 20,38  |        | 3,25 |      | APU/CDU | APU/CDU | 2,00      |           | 1,88    |         | 3,76 |     | 9,71           |     | 2,61           |      | 61,94 / 100,00 |     |      |     |       |     |      |     |      |     |      |     |      |     |                |   |      |     |      |      |      |     |      |   |      |    |                |    |     |     |              |                |
| 2015 | 34,10   |         | MUD   | MUD   | 8,29   |        | 1,82 |      | APU/CDU | APU/CDU | 4,15      |           | PPM     | PPM     | 3,09 |     | MUD            | MUD | 1,75           |      | MUD            | MUD | MUD  | MUD | 32,68 |     | 7,00 |     | 1,09 |     | 0,73 |     | 0,75 |     | 53,01 / 100,00 |   |      |     |      |      |      |     |      |   |      |    |                |    |     |     |              |                |
| 2019 | 29,47   |         | 30,65 |       | 4,35   |        | 0,36 |      | APU/CDU | APU/CDU | 1,54      |           |         |         | 1,51 |     | 0,37           |     |                |      | 1,04           |     | 1,47 |     | 22,86 |     |      |     |      |     | 0,12 |     |      |     | 1,00           |   | 0,96 |     | 0,48 |      | 0,54 |     | 0,48 |   | 0,59 |    | 58,33 / 100,00 |    |     |     |              |                |

## Geminações
A cidade de Santa Cruz está geminada com as seguintes cidades-gémeas:
- Horta, Faial, Açores (1993)
- Mindelo, Ilha de São Vicente, Cabo Verde (2003)
- São Vicente, Ilha de São Vicente, Cabo Verde (2005)
- Sfântu Gheorghe, Roménia (2008)[12]